# Едо период
Едо период (јап. 江戸時代 — едо џидај), познат такође као и Токугава период, је део јапанске историје који тече од 1603. до 1868. године. Овај период означава владавину града Едо или владавину Токугава шогуната, који је успостављен 1603. године од стране Токугава Ијејасуа.

## Владавина шогуна и даимјоа
За време овог режима, променили су се 15 шогуна (војних владара). Јапан је од 1185. године усвојио војни режим, нешто слично милитаризму у Другом светском рату. Први шогун Едо периода био је Токугава Ијејасу, који је владао од 1603. до 1605. године, а живео до 1616. Последњи владар ове династије био је Токугава Јошинобу, који је био зван Кеики. Владао је од 1867. до 1868.
Токугава Ијејасу, први владар Едо периода, је у бици код Секигахаре потукао је Ишида војску, која је подржавала Тојотоми Хидејорија, првог генерала који је ујединио Јапан. Ова битка се одиграла 16. октобра 1600. године или по јапанском календару, на петнаести дан деветог месеца петнаесте године од Кеићо ере (Кеићо 15, 9. месец, 15. дан).
Наиме, Токугава Ијејасу је био владар источног Јапана, док је Тојотоми Хидејори био владар западног Јапана. Победивши његову војску, Ијејасу је постао владар целог Јапана и започео дугачку владавину за своју династију.
Ипак, Хидејори није био погубљен већ се венчао Ијејасуовом унуком како би доказао своју покорност Ијејасуу и остао да живи у Осаки, граду врло близу Еда. Ијејасу је и даље стрепео од Хидејорија, јер су и даље постојали људи који су подржавали Западну војску и Хидејорија. 1614. године Ијејасу је покушао да изврши атентат на Хидејорија, али тај напад није био успешан. Ипак, априла 1615. Ијејасу је добио дојаву да Хидејори скупља још већу војску него у бици код Секигахаре. У јуну 1615, две војске су се поново суочиле и Хидејоријева војска је изгубила. Вративши се у Осаку, Хидејори је извршио сепуку или обред који је познатији под називом харакири, традиционални јапански обред расецања стомака. Овај обред се сматрао часним умирањем када су све шансе изгубљене. За Јапанце тог времена, боље је било извршити харакири него пасти у руке непријатеља.
Одмах после победе, богати Ијејасу је пребацио своје седиште у град Едо, стратешки намештен град који ће касније постати данашњи Токио.
Када је учврстио своју базу, и видно ојачао, Ијејасу је поставио свог сина Хидетаду на престо и повукао се са власти, и постао војни заповедник. Иако је Ијејасу сишао са власти и постао војни заповедник, вршио је свој утицај из сенке све до смрти 1616. године.
Од ове тачке Токугава режим је донео Јапану стабилност наредних 250 година. Због овога је Едо период један од најзначајнијих епиха у Јапану, због чињенице да је земља више од два века уживала у миру, без ратова како изнутра тако и споља. Јапан је у овом периоду доживео велике културне, економске, друштвене и политичке промене. Политички систем се развио у оно што политичари називају бакухан (систем шогуната и области у буквалном преводу) или скраћено бакуфу.
У бакухану политика је спровођена кроз две врсте политичких субјеката. Један је био сам шогун, као институција шогунове власти, а други су биле саме области (хан) које су се налазиле под феудалним господарима. Ови локални феудални господари, који су се такође називали и војним господарима звали су се даимјо од јапанске речи „даи“ што значи „велики“ и „мјо“ (скрећени облик од „мјооден“) што значи „приватна земља“. Ијејасу је за време свог живота организовао око 200 даимјоа и њихових територија. Такође их је разврстао према томе колико су блиски двору и Токугава породици.
Поделио их је у три категорије. Шинпан су били даимјоi који су у родбинским односима са Токугава фамилијом, фудаи, даимјоi који су били Токугава вазали и који су само помагали у биткама, и на крају тозама даимјоi, који нису били уједињени са Токугавама пре битке, али нису се бунили против њих и придружили су се Токугава шогунату после битке код Секигахаре. Око 1800. године, у Јапану је било око 170 даимјоа.
Шинпан даимјо су чинили двадесет три даимјо породице које су се налазиле на границама са Токугава поседима. Они су имали част да добијају највеће титуле на двору, били су у сродству са Токугава породицом.
Фудаи или наследни вазали, којима су дате земље близу Токугава поседа и они су водили доста главних послова на двору. Било је 145 породица фудаи даимјоа.
Деведесет седам области су припали групи која се називала тозама. Тозома су били лоцирани највише на ивици јапанског архипелага. Само име им говори да су спољни владари. Тозоме нису уживала велико поверење од стране шогуна, због тога су искључени из централне владе.
Све време за време Токугава периода постоји цар, који има врховну власт, али нису се мешали у политику од Камакура периода (1185—1333) у коме је влада постала војна, на челу са шогунима, и та влада је одлучивала о свему. Шогуни су владали Јапаном, све до Меиџи обнове (1868—1889) када се царска власт враћа на престо.
Администрација Јапана је у Камакура периоду дала задатак шогунима да воде власт, док је цар пребивао у Кјоту. Цареви су се смењивали, и једино цар је могао да има власт над шогунима. Већину времена су уживали на својим дворовима, потпуно независни од света. Тек су се у Едо периоду побунили и збацили шогуне са власти. Овакав сличан случај имамо и данас, када је најновијим Уставом Јапана цар проглашен „симболом државе и уједињења са народом“ а јапанска Влада има власт.
Токугава није успоставила власт само у Јапану, већ су имали огромну власт над царем, судом, свим даимјоimаи над религијом. Цар је био држан као главни извор политичке санкције за шогуне, који су били царски владари. Једино тако је шогуну могуће рећи „вето“. Токугава је помогао царској породици да постигне стару славу тако што је подизао палате и давао им нове земље. Да би обезбедио блиску везу са царском породицом, Хидетада је венчао своју ћерку, Ијејасуову унуку, за члана царске породице 1619.
Токугава шогун, као најмоћнија личност овог војног режима, нагледао је локалне господаре и верске храмове, утврђивао војну и финансијску политику, и тако је држао целокупну територију земље под својом влашћу. У надлежности шогуна је било спровођење мера спољне политике као што су преговори са другим земљама, забрана хришћанства, контрола спољне трговине и ограничавање одласка Јапанаца у иностранство. Његово најзначајније право састојало се у томе што је био врховни власник целокупне територије.
Уведен је закон да би се организовали даимјои. Ови закони су обухватали приватне уговоре, бракове, одећу, тип оружја и број трупа који су дозвољени. Забрањивали су прављење бродова за дуга путовања преко океана, изгнали су хришћанство и тражили су да се бакухан закони и државно уређење сматрају националним законима. Даимјои нису плаћали порез за време овог периода, али су имали обавезу према војсци и према изградњи објеката као што су замкови, путеви, мостови и палате и били су обавезни да сваке године долазе у град Едо са својим породицама на састанке и да искажу шогуну своје поштовање. Породице неких даимјоа су морале да бораве у граду Едо, а ти даимјои су једну годину били у Еду, а другу у својој области којом су господарили. То су најчешће били тозома даимјои, који нису уживали поверење шогуна.

## Од отворености до затварања
Почетак Едо периода се поклапа са последњом деценијом трговине са Европљанима за време које је утицај Европљана јачао, на економској и религијској области.
Ренесансни Европљани су веома поштовали далеку земљу Јапан. Јапан је сматран за веома богату земљу пуну драгоцених метала. Такође је сматран и за софистицирано феудално друштво са високом културом и са јаком пре-индустријском технологијом. Био је више насељен и урбанизован од било које Западне земље. У XVI веку, Јапан је имао 26 милиона становника док је у Француској било само 16 милиона, а у Енглеској 4,5 милиона. Ранији Европљани су били такође запањени квалитетом Јапанског умећа са металима, нарочито гвожђем. Један цитат из путописа једног европског трговца то ће најбоље описати:
Они никад не дирају храну рукама, већ користе два мала штапића које држе са три прста. Дувају нос у мекане свилене папире величине руке, које никад не користе двапут, и када их баце на земљу после употребе, били су очарани да виде како наши људи трче да покупе папир који је био тако мекан. Њихови мачеви секу тако добро да могу исећи папир само дувајући у њега док је постављен на сечиво мача.
Били су толико очарани да су за јако кратко време имали велике трговинске уговоре са овом далеком земљом. Трговином су доносили западњачку културу, религију, схватања и тако је настао „хришћански проблем“.
„Хришћански проблем“ је био, заправо, проблем контролисања даимјоа који су прихватили хришћанство и контролисања трговине са Европом. Ијејасу је у почетку чак охрабривао трговину са странцима, али је увек био сумњичав. Није им веровао. Сматрао је да кваре становништво. Покушао је, безуспешно да пребаци главну трговинску луку у Едо, али је увидео да је то немогуће јер су странци преферирали луке у Кјушуу које су биле приступачније. То га је навело да покрене санкције. До 1612, присталице шогуна и становници Токугава земаља, су морали да одбаце хришћанство. Ову санкцију је расписао шогун Ијеајасу лично. Још санкција је дошло у 1616, које су се састојале у забрањивању трговине са странцима у Нагасакију и Хираду, острву на северозападу од Кјушуа. 1622. године је погубљено 120 мисионара из Европе, 1624. јапанска влада је искључила Шпанце из трговине, 1629. и осталих хиљаду хришћана. На крају, сами врхунац ових сакнција је био едикт о затварању државе 1635. Овај едикт је забрањивао Јапанцима да путују изван Јапана, и ако је неко отишао, није му било дозвољено да се врати. Ово „закључавање државе“ се називало сакоку (鎖国), што у буквалном преводу знави „држава у ланцима“. Ово закључавање је трајало све до 1853. године када је дошао Метју Пери.
Јапан је трговао у ово време преко четири „капије“. Преко луке Мацумае у Хокаиду, који се тада звао Езо. Езо је тада био скоро независна држава. Они су трговали са Аину људима. Самим тим што је био независна држава није био обавезан да поштује бакухан систем. Клан Со, који је био контролисан од стране даимјоа од Цушиме имали су трговинске односе са корејском династијом Јосеон. Холанђанима је било дозвољено да тргују преко Нагасакија, заједно са Кинезима и то само преко луке Деђима. Кинези су такође трговали и са Рјукју острвима, који се налазе на југу јапанског архипелага. Рјукју је тада такође био независна држава, иако јапанског порекла.
Токугава шогунат је сматрао католичке хришћане као веома велики фактор дестабилизације Јапана. Ово је довело до прогона католика. Побуна код Шимабаре је избила 1637. године. У овој побуни су се незадовољни католички самураји и сељаци побунили против бакухан система и Едо је затражио од холандских бродова да бомбардују упориште побуне. Ово је означило крај хришћанског покрета, иако су неки католици преживљавали тако што су гајили веру илегално. Називали су се Какуре Киришитан. Киришитан је јапанска реч за хришћане, потиче из португалског, јер су они први дошли на јапанско тло.
До 1650, хришћанство је било скоро истребљено, и спољна политика, економски и религијски утицај су постали јако ограничени. Само су Кина, Холандија, Кореја, и за кратак период, Енглези уживали право да посећују Јапан за време Едо периода, али само за комерцијалне сврхе. Остали Европљани који би се искрцали на јапанско тло били би погубљени.

## Друштво у бакухан систему
После дугог периода унутрашњих немира, први циљ новонастале Токугава владе је био да умири државу. Направљен је баланс моћи који је остао на власти читавих 250 година. Већина самураја су изгубили своје поседе и све је предато даимјоима. Самураји су имали избор, да се одрекну мача и да постану сељаци, или да се преселе у град свог феудалног господара и да постану плаћене присталице. Само неколико самурајских породица је остало на у служби царства, као директни шогунови вазали. Називали су се 5000 хатамото самураја.
Токугава режим је усвојио кинески концепт четири друштвена сталежа (који су чинили ратници, сељаци, занатлије и трговци) и ову класну поделу прописао законима. Ови сталежи су били наследни, ретко су могли да се промене личном заслугом. Такође, ови сталежи су били веома строги и непоколебљиви и веома поштовани.
На врху су били Цар и племство у служби цара (куге), заједно са шогуном и даимјоима. Испод њих популација је била подељена у четири класе у систему познат као мибунсеи или горенаведени кинески систем. Самураји су били на врху (око 5% популације), па сељаци (више од 80% популације. Испод сељака су долазиле занатлије, и скроз на крају су били трговци. Само су сељаци живели у руралним срединама. Као што им само име говори, сељаци су живели у селима, строго научени да буду марљиви и штедљиви. Самураји, занатлије и трговци су живели у граду који је био изграђен око замка даимјоа и сваки сталеж је имао свој кварт у граду, и није било дозвољено мешање међу сталежима. Ратници (буши или самураји) су углавном живели унутар посебног простора окруженог каменим зидинама и опкопом око господаревог замка, немајући другог избора него да обављају своје војне и цивилно-административне дужности. Животни простор трговца и занатлија такође је био ограничен да се баве услужним делатностима за ратнички сталеж и да им држање буде у складу са њиховим ниским друштвеним статусом. Ови закони Токугава режима доста су се ослањали на конфучијанско схватање друштва. Оданост господару и послушност родитељу су две основне моралне врлине које је конфучијанство заговарало. Ово је служила као потпора јапанском друштву овог периода.
Поред ових сталежа постојали су и други, монаси (со) и монахиње (ни), затим најнижи слој „недостојних“ који су се звали ета и хенин. Ово су били људи са професијама које су пробијале табу будизма. Ету су чинили касапини и погробници. Хинин су служили као стража у граду, чистачи улица и џелати. Остали су били просјаци, забављачи и проститутке. Реч ета буквално се преводи као „прљавштина“ док хинин значи „нечовек“. Ове две класе се нису никад званично наводиле јер их Јапанци нису сматрали људима. Хининима је било дозвољено да имају специјалне квартове града, јако изоловане. Глумци то јест забављачи нису имали свој град, већ су путовали у групама од једног села до другог. Некад ета села нису ни била уцртавана на мапу.
Појединац није имао легална права у Токугава Јапану. Породица је била најмања легална социјална целина, не појединац. Одржавање статуса породице и привилегија су били од великог значаја на свим нивоима овог друштва.

## Економски развој
Економски развој за време Токугава периода подразумева урбанизацију, повећање извоза робе широке потрошње, битно проширење домаћег и, у почетку, страног тржишта, и мешање трговине занатске индустрије. Трговина је цветала. Пољопривреда је такође почела да расте и да се шири. Такође, кроз цео период се провлачила веома добро образована елита (иако са ограниченим знањем европских наука због „закључавања“), софистицирана владајућа бирократија, продуктивна пољопривреда. Јапан је био и нација са развијеним финансијским и трговинским системом, али само унутар своје државе.
На друштво Едо периода највећи утицај је имао развој градова. До средине XVIII века, Едо је имао популацију од једног милиона становника, док је у Осаки и Кјоту живело по 400.000 становника. Доста других градова је такође расло. У периоду од 1720. до 1820. Јапан није имао пораст становништва, често се сматра због тога што је тада владала велика глад, али други историчари имају и друге теорије, као што је велики покољ деце да би се зауставио велико повећање популације. Осака и Кјото су постали велики центри у трговини и у развијању ручног рада, док је Едо постао центар изворишта хране и свих главних прехрамбених средстава.
Пиринач је био база економије. Даимјо су скупљали порез од сељака. Порези су били веома високи, око 40% од сваке жетве. Некада су даимјо продавали пиринач унапред, иако немају тај пиринач, него га дају купцу тек кад га пожњају односно узму од сељака. Ово су били уговори називани и као „будући уговори“.
За време Едо периода, Јапанци су развили напредан систем контроле сече шуме. Повећање сече шуме, услед прављења бродова и изградње градова је довело до повећања области без дрвећа, а то је узроковало шумске ватре, поплаве и ерозије земљишта. Шогун је почетком 1666. године објавио проглас о смањењу сече и повећање сађења дрвећа. Овај проглас је налагао да само шогун и даимјо имају право да одлучују о употреби и сечи дрвећа. До XVIII века, Јапан је развио детаљно научно знање о гајењу и сађењу дрвећа и биљака.

## Културни, интелектуални и религијски развој
Упркос политици самоизолације, у Јапан продиру знања и науке са Запада, што је било још израженије након што је шогун Токугава Јошимуне (8. Токугава шогун) укинуо 1720. године забрану уношења западњачке књижевности у земљу, па су не само званични преводиоци већ и остали добили прилику да уче холандски језик. Почетком XIX века већ је било веома популарно изучавање холандског језика (рангаку, у буквалном преводу „холандске студије“) као и цивилизације Запада уопште (јогаку). Ово је све реализовано преко књига које су доносили холандски трговци преко Деџима луке. Главне области које су се изучавале биле су географија, медицина, природне науке, астрономија, уметност, језици, физичке науке које су се сводиле на феномен електрицитета и механичке студија које су се највише одразиле у прављењу сатова.
После 1800. године, многе Јапанце привукла је једна нова наука, кокугаку, која је проучавала стару јапанску мисао и културу. Ово интересовање за традицију Јапана било је двојаке природе, националистичко и религиозно, што је нарочито изражено у делима Хирата Ацутанеа, који је био заговорник повратка традицији шинтоизма. Оживљавање идеолошког аспекта шинтоизма пружало је духовни ослонац многим Јапанцима онда када се земља нашла у тешкоћама.
Цветање нео-конфучијанизма је било главно интелектуално развиће Токугава периода. Конфучујске стидије су јако дуго живеле у Јапану преко будистичких свештеника, али за време Токугава периода, конфучијанизам је просто испливао из будизма. Етички хуманизам, рационализам и историјска перспектива нео-конфучијанизма довело је ову филозофију до официјелне класе. До средине XVII века, нео-конфучијанизам је био јапанска доминантна легална филозофија и директно је учествовала у развоју кокугаку науке („кокугаку“ у преводу значи национална наука).
Нова теорија управе и нови вид друштва је настао као продукт ове филозофије. Свака особа је имала јасно место у друштву и очекивало се да испуни своју мисију у животу. Људи су били обавезни да буду доброчинитељи. Класни систем је био под утицајем нео-конфучијанизма, али никад није пао под потпун утицај.
Ратници су са војничких дужности прешли на цивилно-административне послове и постали високо образовани становници градова. Мада су државли до духовног усавршавања и неговања бушида (војничког кодекса), допринос самураја Едо периоду био је истински оригиналан у области практичних наука, утемељених на конфучијанству. Развили су још један систем живота по имену ћониндо, који у преводу значи „кодекс људи из града“. Овај кодекс се највише развијао у Осаки, Кјоту и Еду. Самураји су охрабривали бушидо квалитете - поштење, част, оданост, умереност и марљивост док су све то ускладили са шинто, конфучијанизмом и будизмом. Учили су математику, астрономију, картографију, машинство и медицину. Посебно су се бавили уметношћу.
Сви људи су развијали уживање које је постало познато као укијо (ледбећи свет), неки идеални свет моде, забаве, и открића естетских квалитета, објеката и акција из свакодневног живота. У ово време су настале познате јапанске гејше, забављачице којима је посао био да на састанцима, окупљањима или било који друштвеним догађајима за који су биле унајмљење, одржавају атмосферу. Оне су наиме точиле саке (јапанску ракију од пиринча) или чај и играле, а врло ретко причале или певале. Дуго се спекулисало да су геише биле нека врста проститутке, али оне су далеко од тога, штавише, није им био дозвољен никакав контакт са клијентима, зато су носиле белу шминку да би сакриле своје изразе лица и свој идентитет.
Музика, легенде, митови и популарне приче су доживеле веома велики развитак. Кабуки и банраку (позоришта са луткама) су постали веома популарни, поезија, веома богата књижевност. Све је доживело невероватан провцет. Прве пресе за штампање су почеле да се производе у касном XVII веку, а већ 1764. године су имали прву вишебојну пресу. Најпознатија дела овог периода су била „36 погледа на планину Фиџи“ од јапанског уметиника Хокусаија, све у боји и потпуно сачувана до дан данас.
Будизам и шинтоизам су биле јако битне религије у Токугава Јапану. Будизам, у комбинацији са нео-конфучијанизмом, давао је стандарде понашања друштва. Као јако политичко средство и у овом периоду и у прошлости, будизам је био заступан и поштован најпре код виших класа друштва. Прогон хришћанства је одговарао будизму да настави свој даљи утицај и ширење. На пример, 1640. године сви су морали да се региструју у храму и да званично прихвате веру.
Шинтоизам је донео духовну подршку милионима сељака и радницима широм Јапана, он им је такође помогао да сачувају свој национални идентитет. И он је касније био под утицајем нео-конфучијанизма, рационализма и материјализма. Кокугаку (национална наука) је признала ове две религије као званичне религије тог доба. Касније ова наука је допринела модерном Јапану да усвоји шинтоизам као званичну религију и окренула земљу ка цару. Данас, званичне религије Јапана су шинтоизам и зен-будизам.
Шинтоизам (神道 – шинто) је политеистичка религија која се заснива на обожавању духова и веровање у постојање душа. Пише се са два знака: 神 (шин) што значи „дух“ или „бог“ и знака 道 (то) и у буквалном преводу значи „пут богова“ тако да се ова религија понекад преводи и као „пут богова“. Неке области у Јапану имају локалне духове и само тамо могу да се примењују обреди везани за тог духа. Врховна богиња је Аматерасу или богиња сунца, а у пуном имену зове се Аматерасу-оомиками или у преводу „она што осветљава небо“. Затим следи низ других богова (духова) и има их стварно много. Све богове називају такође камијима или у свом имену имају реч „ками“, на пример шинигами су богови смрти, „ши“ значи смрт, а „ками“ значи бог. Такође, Јапанци овог периода су изговарањем речи „ками“ мислили на Буду.

## Политичке промене
Прва три шогуна створила су институције власти и административни апарат, а уложила су и велике напоре како би се променила равнотежа снага у корист режима. Међутим, Токугава Ијецуна (4. шогун), који је 1651. године наследио претходног шогуна, био је тек десетогодишњи болешљиви дечак. За време његове владавине, функционисање владе је највећим делом зависило од високих саветника, због чега је владина политика више била одраз интереса наследних вазала, него самог режима.
Пети шогун, Токугава Цунајоши, ослоњао се на своје најближе сараднике како би умањио утицај саветника. Токугава Јошимуне (осми шогун), извршио је енергичну реформу политичког и финансијског система. Те промене називају се Кјохо реформа, и представљају прву од три велике реформе Едо периода.
Јапан се осамдесетих година XVIII века суочио са мноштвом озбиљних проблема. Од 1782. до 1787. године, због ниских приноса, избила је велика глад у целој земљи (велика глад ере Тенмеи). Едо је потресао талас грађанских немира. Једанаести шогун, Токугава Ијенари, био је малолетан, због чега му је помагао Мацудаира Саданобу, први међу вишим саветницима. Саданобу је спровео Кансеи реформу, другу по реду у Едо периоду, али она је била конзервативног карактера.
Док се до деведесетих година XVIII века шогунат углавном бавио унутрашњим проблемима, земља је почетком XIX века морала да се суочи и са спољним претњама јер су се у територијама јапанских вода појавили руски и британски бродови.
Након смрти једанаестог шогуна, Ијенарија 1841. године Мизуно Тадакуни, главни виши саветник, покреће трећу, најрадикалнију реформу која је позната и по имену Тенпо реформа. Њен циљ је био унапређивање економске и политичке позиције шогуната, али се Тадакуни замерио великом броју људи, што је убрзо довело и до његовог пада. Његов наследник је постао Абе Масахиро, који је повукао велики део Мизиунових реформи.
Абе Масахиро је био тај који се 1853. године суочио се са великим тешкоћама изазваним доласком адмирала Метјуа Перија. Две његове одлуке најавиле су крај Токугава режима. Он је најпре затражио мишљење свих даимјоа, укључујући и оне најудаљеније, тозома даимјое, о томе како одговорити на захтев Америке да се отворе луке. Тиме се шогунат одрекао своје привилегије да одлуку о спољној политици доносе унилатерално. Такође, подстицањем обласних господара да се сами побрину за обезбеђивање обале, умањио је право шогуната да ограничи њихову војну моћ. Окончавањем самоизолације и унапређивањем војне технологије шогунат је изгубио способност очувања власти на целој територији, што је на крају довело до пада Токугава шогуната.

## Крај шогуната
О паду овог периода се и даље дискутује, али највероватнији разлог његовог пада је прислино отварање Јапана свету од стране Метју Перија, чија армада (позната у Јапану као „црни бродови“) је напала Јапан из Јапанског залива. Јапан није једноставно пао због малог бомбардовања, него су странци допринели да се људи у Јапану који су критиковали бакухан систем побуне. Наставак ове антибакухан побуне ће средином XIX века довести до пада Токугава режима.
Ова побуна је почела насупрот Токугавиној ограниченој политици према странцима и према већини класа овог периода. Јапан је имао великог потенцијала да поставе велика индустријална земља док је влада и даље тежила да направи аграрно друштво. На крају XIX века почели су масовни протести због великих пореза и због мањка хране. Ови протести су постали уобичајни, сељаци су почели да се буне све више и више.
Због политике затварања, Јапан и Запад су направили огроман јаз у технолошком смислу, што није био случај пре овог периода, када су Јапанци били и развијенији. Ово је натерало све Јапанце да одбаце стари режим.
Можда се Јапан никад не би отворио, али страни бродови (руски, енглески, амерички, холандски) су почели све више и више да плове око Јапана због трговине или ратова. Иако је Јапан дозвољавао прилаз неким земљама, због овог нагомилавања бродова, покушавао је да отера остале бродове користећи силу.
До 1830. глад и природне непогоде су јако погодиле јапанско тло, и ово је довело до побуне сељака против власти. Ова побуна је почела у Осаки 1837. године. Иако је ова побуна трајала само један дан, оставила је велике ожиљке на овај режим. Шогунови помоћници су одлучили да ударе још јаче. Ставили су огромне санкције на трговину са странцима, потискивали су рангаку (холандске студије), цензурисали су књижевност и елиминисали су било какав луксуз код сељака, самураја и осталих припадника нижих класа. То је довело до још већих побуна познатих под именом „соно ђои“ или у преводу (оживите цара). Још реформи је уследило, сада и у економском сектору, да би се Јапан ојачао против западне претње.
Јапан је одбио понуду Сједињених Америчких Држава од стране Џејмса Бидла, који је дошао у Едо залив са два ратна брода 1846. године.

## Крај затварања државе
Када је адмирал Метју Пери дошао у Едо залив са четири ратна брода у јулу 1853, бакухан је био угрожен. Главни виши саветник, Абе Масахиро је морао да одговори овој другој понуди Американаца. Пошто није знао како да се избори са овом претњом, морао је да пристане на договор. У марту 1854, „Споразум мира и пријатељства“ је потписан. Овај споразум је отворио још две луке, које су користили Американци. Бакухану је овим споразумом задат последњи ударац и полако је почињао да се гаси.
Абе је јачао Јапан тражећи од Холанђана да направе луке у Јапану и да направе војску. 1855. године морнаричка школа са холандским инструкторима је направљена у Нагасакију, и војна школа западњачког стила је направљена у Еду.
У крајњим годинама Едо периода, страначки контакти су се повећавали све више. Нови споразум са САД-ом је потписан 1859. године. Овим споразумом је отворено још више лука, и такође је отворено представништво странаца у Осаки и Еду. Опет је међу народом почео да се спомиње цар. Када је шогун Ијемочи (14. по реду) умро без наследника, један од шинпан даимјоа (оних који су били у сродсву са Токугава породицом) је поставио свог сина Токугава Јошинобуа за шогуна.

## Бакумацу модернизација и конфликти
Бакумацу је име које су историчали дали последњим годинама Едо периода. У последњим годинама Јапан се мореднизовао и утицај западних сила је порастао.
Војска и морнарица су се такође модернизовали. Морнаричке школе у Нагасакију су почеле да шаљу студенте у западњачке школе на неколико година, па их враћали назад. Француски инжињери специјализовани за морнарицу су били унајмљени да направе морнаричке флоте. На самом крају Токугава шогуната 1867, Јапанска флота је поседовала око осам ратних бродова у западњачком стилу.
Желећи да поврате цара на престо, екстремисти су вршили насиље над бакуханом системом. Сацума и Ћошу, две велике области под управом тозома господара, удружиле су се посредством младих самураја. Противници шогуната, али присталице цара су прогласиле 1868. године у царево име, проглас о рестаурацији царске власти. Војска Токугава Јошинобуа, последњег шогуна Токугава режима, покушала је да се супротстави оваквом развоју догађаја, али су недалеко од Кјота биле потучене од стране војске Сацуме, која се већ прогласила царском војском. Шогуну је одузета титула, а поседи су били конфисковани. Други даимјои по сталежу, фудаи су збацили и погубили Јошинобуа. Те године чланови нове владе су ушли у град Едо, и укинули све институције на којима је почивао претходни поредак и потписали су споразуме са Сједињеним Америчким Државама и са четири друге нације и потпуно отворили Јапан. Овим су окончали два века дугу изолацију Јапана. Трећег јануара 1868. године су прогласили Меиџи обнову. Овако је наступила нова ера јапанске историје, Меиџи рестаурација или доба „просветљеног владања“ у преводу. Цар се вратио на своје традиционално престо.